# Battaglie di Rappahannock Station
Le due battaglie di Rappahannock Station vennero combattute durante la Guerra di secessione americana tra l'esercito confederato e le forze dell'Unione.

## La prima battaglia di Rappahannock Station
Nota anche come Waterloo Bridge, White Sulphur Springs, Lee Springs o Freeman's Ford, si svolse dal 22 al 25 agosto 1862 nelle contee di Culpeper e Fauquier, come parte della campagna del nord Virginia all'interno della Guerra di secessione americana.
Ad inizio agosto, il generale delle forze confederate Robert E. Lee ordinò di impedire alle truppe dell'Unione guidate dal maggior generale George B. McClellan di raggiungere e dare supporto al maggior generale John Pope e ai suoi uomini, che si trovavano in Virginia. Stabilì così che i soldati al comando del maggior generale James Longstreet, di stanza a Richmond, si unissero a quelli di Thomas Jonathan Jackson, ubicati a Gordonsville; il 15 agosto, Lee raggiunse queste truppe e ne prese il comando in prima persona. Il 20 agosto, Pope fu costretto a indietreggiare fino al corso del fiume Rappahannock. Il 23 agosto, il maggior generale J.E.B. Stuart mandò la cavalleria all'assalto del quartier generale di Pope, sito a Catlett Station, mostrando così la vulnerabilità del fianco destro delle truppe dell'Unione.
Dal 22 al 25 agosto i due eserciti combatterono una serie di piccole battaglie in questi luoghi, dalle quali uscirono vincitrici le forze dell'Unione al comando di Pope.

## La seconda battaglia di Rappahannock Station
Si svolse il 7 novembre 1863 nei pressi del villaggio di Rappahannock Station (oggi Remington), e vide fronteggiarsi il maggior generale confederato Jubal Early e il Maggior generale unionista John Sedgwick. Questo scontro, che vide la vittoria di Sedgwick, rientrava nella campagna di Bristoe all'interno della Guerra di secessione americana.
Per i sudisti fu una vera disfatta: infatti, in totale vennero uccisi, feriti o catturati ben 1 670 confederati, contro appena 419 unionisti.